# اسم مرکب
اسم مرکب (به انگلیسی: Compound noun) یکی از چهار گروه واژگان فارسی از نظر ساختاری است. این اسم‌ها از دو یا چند جزء دارای معنای مستقل تشکیل شده که هر یک از آن‌ها به تنهایی کاربرد و معنا دارند. یعنی پسوند ، میانوند یا پیشوند ندارد. همانند کتابخانه، سفیدرود، چهل چراغ و….